# Isaak Boleslavskij
Isaak Boleslavskij (ukrajinsky Ісаак Єфремович Болеславський, rusky Исаак Ефремович Болеславский; 9. června 1919 – 15. února 1977) byl sovětský šachista a spisovatel.

## Raná kariéra
Narodil se v Zolotonoše a šachy se naučil hrát v devíti letech. V roce 1933 se stal studentským mistrem Dněpropetrovska. O tři roky později získal třetí místo na mistrovství SSSR juniorů, které se konalo v Leningradě.
V letech 1938 a 1939 vyhrál šampionát ukrajinské SSR, kvalifikoval se tak na šampionát SSSR. Získal národní šachový titul mistra. Vystudoval filologii na Sverdlovské univerzitě.
V roce 1940 hrál ve finále 12. mistrovství SSSR, které se konalo v Moskvě. Vyhrál osm ze svých deseti partií a skončil na pátém až šestém místě s Michailem Botvinnikem, se kterým ale prohrál. Poté se mu rozhodl pomstít. Později jako ambiciózní 27letý mistr takto vzpomínal na své plány:
 Rozhodl jsem se, že systematickou prací na sobě mohu vyhrát. „Ďábel není tak hrozný, jak je namalován.“ Prohry proti Botvinnikovi v obou partiích na turnaji v roce 1941 a v naší partii na 14. šampionátu SSSR o čtyři roky později. Zdálo se mi, že jsem pochopil Botvinnikovu hru a viděl její silné a slabé stránky. Začal jsem se připravovat na další společné partie. Samozřejmě jsem pochopil, že to byl úplně jiný herní styl než můj tehdejší styl. Ale myslel jsem si, že mám šanci vyhrát. 
Na konci roku 1940 vyhrál již potřetí ukrajinský šampionát. V březnu 1941 se zúčastnil turnaje o titul šampiona SSSR – ze šesti účastníků skončil čtvrtý. V předvečer turnaje musel složit zkoušku na univerzitě a jeho příprava na turnaj se ukázala jako nedostatečná.
V roce 1945 obsadil na 14. mistrovství SSSR druhé místo, když vyhrál Michail Botvinnik. Vyhrál devět partií, zremizoval šest a dvě prohrál. Získal titul velmistra SSSR. Na mezinárodní scéně se poprvé objevil v roce 1945, když hrál na třetí šachovnici v rozhlasovém zápasu mezi SSSR a USA. S Reubenem Finem zremizoval svou první partii, druhou však vyhrál a získal cenu za nejlepší partii zápasu. Boleslavskij si zajistil jasnou výhodu v zahájení díky své vynikající pěšcové struktuře a zvítězil, aniž by umožnil Fineovi mnoho protiútoku. Sověti považovali na základě jeho mezinárodních výsledků v období před druhou světovou válkou Fineho za možná nejsilnějšího amerického hráče.
V roce 1946 se mu narodila dcera Tatiana, která se později vdala za šachistu Davida Bronštejna. Boleslavskij se s Bronštejnem spřátelil na konci 30. let a zůstali přáteli po celý život. V roce 1946 hrál Boleslavskij v Groningenu poprvé v zahraničí na mezinárodním turnaji. Skončil na šestém místě.
V roce 1950 byl Boleslavskij jedním z prvních, kteří získali titul mezinárodního velmistra FIDE.

## Kandidát na zápas o titul mistra světa
V cyklu 1951 Mistrovství světa se Boleslavskij kvalifikoval z vůbec prvního mezipásmového turnaje v Saltsjöbadenu v roce 1948 na turnaj kandidátů, který se konal o dva roky později v Budapešti. Vítěz tohoto turnaje se měl utkat s Michailem Botvinnikem v zápase o titul mistra světa. Boleslavskij byl jako jediný neporažený a vedl velkou část turnaje, avšak v posledním kole jej dohnal Bronštejn, který v tomto roce vyhrál moskevské playoff (+3-2=9).
Ukázalo se, že to byla poslední šance Boleslavského zúčastnil se zápasu o titul mistra světa. V roce 1953 se účastnil turnaje kandidátů v Curychu, ale skončil na 10. – 11. místě a nikdy se již na další turnaje nekvalifikoval.

## Další kariéra
V roce 1951 byl Boleslavskij druhým Bronštejnovým zápasem s Botvinnikem o titul mistra světa, který se po 24 zápasech natáhl. V roce 1952 získal na šachové olympiádě v Helsinkách získal jako 1. náhradník 7 bodů z 8, měl nejlepší procentní úspěšnost z sovětského týmu a pomohl získat zlaté medaile. Byla to jediná šachová olympiáda, na které hrál. Zúčastnil se však ale i několika dalších, kde sovětský tým pouze podporoval jako sekundant.
V roce 1951 se Boleslavskij přestěhoval do Minsku a téhož roku se stal šampiónem tohoto města (své vítězství opakoval v letech 1953/54). Vyhrál běloruské mistrovství v roce 1952 (společný) a 1964.
V roce 1961 hrál ve svém posledním finále mistrovství SSSR. Skončil první na mezinárodním turnaji v Debrecínu. Od roku 1963 do roku 1969 byl asistentem mistra světa Tigrana Petrosjana.
V roce 1968 byl kapitánem studentského týmu SSSR, který vyhrál mistrovství světa v Ybbs. Jeho poslední účast na turnaji byla v Minsku v roce 1971, tehdy mu bylo 52 let. V 60. letech byl hlavním trenérem šachové federace SSSR a až do své smrti zůstal velmi uznávaným analytikem a šachovým spisovatelem, zejména v teorii zahájení.

## Přínos
Jedním z hlavních příspěvků Boleslavského k teorii zahájení je Boleslavského varianta sicilské obrany (1.e4 c5 2). Jf3 d6 3.d4 cxd4 4. Jxd4 Jf6 5. Jc3 Jc6 6. Se2 e5). Pojmenování pěšcové struktury v této variantě v této linii zvané Boleslavského díra je také pojmenována po něm.
Boleslavský, spolu s dalšími Ukrajinci, Bronštejnem, Gellerem a Alexandrem Konstantinopolským proměnili královskou indickou obranu z podezřelé varianty na jednu z nejpopulárnějších. Hans Kmoch ve své knize Síla pěšců v šachu nazývá konfiguraci černých pěšců na c6 a d6 (zejména pokud je d-pěšec na polootevřeném sloupci) Boleslavského zeď.
Lev Polugaevskij o něm řekl:
 Jsem přesvědčen, že každý hráč, i ten nejsilnější, se může a měl by se poučit ze svých her. Pokud jde o jeho hloubku proniknutí do tajemství sicilské obrany, je na uvážení, zda by se někdo mohl srovnávat s Boleslavským. Měl virtuózní cit pro dynamiku zahájení a vždy se snažil o komplikovaný a oboustranný boj, i když z přírody byl jedním z nejskromnějších velmistrů. 
Kniha jeho nejlepších her publikovaná v roce 1990, získala cenu jako nejlepší šachová kniha vydaná ve Velké Británii v tomto roce.

### Boleslavského díra
|   | a | b | c | d | e | f | g | h |   |
| 8 | a7 černý pěšec · b7 černý pěšec · f7 černý pěšec · g7 černý pěšec · h7 černý pěšec · d6 černý pěšec · e5 černý pěšec · e4 bílý pěšec · a2 bílý pěšec · b2 bílý pěšec · c2 bílý pěšec · f2 bílý pěšec · g2 bílý pěšec · h2 bílý pěšec | a7 černý pěšec · b7 černý pěšec · f7 černý pěšec · g7 černý pěšec · h7 černý pěšec · d6 černý pěšec · e5 černý pěšec · e4 bílý pěšec · a2 bílý pěšec · b2 bílý pěšec · c2 bílý pěšec · f2 bílý pěšec · g2 bílý pěšec · h2 bílý pěšec | a7 černý pěšec · b7 černý pěšec · f7 černý pěšec · g7 černý pěšec · h7 černý pěšec · d6 černý pěšec · e5 černý pěšec · e4 bílý pěšec · a2 bílý pěšec · b2 bílý pěšec · c2 bílý pěšec · f2 bílý pěšec · g2 bílý pěšec · h2 bílý pěšec | a7 černý pěšec · b7 černý pěšec · f7 černý pěšec · g7 černý pěšec · h7 černý pěšec · d6 černý pěšec · e5 černý pěšec · e4 bílý pěšec · a2 bílý pěšec · b2 bílý pěšec · c2 bílý pěšec · f2 bílý pěšec · g2 bílý pěšec · h2 bílý pěšec | a7 černý pěšec · b7 černý pěšec · f7 černý pěšec · g7 černý pěšec · h7 černý pěšec · d6 černý pěšec · e5 černý pěšec · e4 bílý pěšec · a2 bílý pěšec · b2 bílý pěšec · c2 bílý pěšec · f2 bílý pěšec · g2 bílý pěšec · h2 bílý pěšec | a7 černý pěšec · b7 černý pěšec · f7 černý pěšec · g7 černý pěšec · h7 černý pěšec · d6 černý pěšec · e5 černý pěšec · e4 bílý pěšec · a2 bílý pěšec · b2 bílý pěšec · c2 bílý pěšec · f2 bílý pěšec · g2 bílý pěšec · h2 bílý pěšec | a7 černý pěšec · b7 černý pěšec · f7 černý pěšec · g7 černý pěšec · h7 černý pěšec · d6 černý pěšec · e5 černý pěšec · e4 bílý pěšec · a2 bílý pěšec · b2 bílý pěšec · c2 bílý pěšec · f2 bílý pěšec · g2 bílý pěšec · h2 bílý pěšec | a7 černý pěšec · b7 černý pěšec · f7 černý pěšec · g7 černý pěšec · h7 černý pěšec · d6 černý pěšec · e5 černý pěšec · e4 bílý pěšec · a2 bílý pěšec · b2 bílý pěšec · c2 bílý pěšec · f2 bílý pěšec · g2 bílý pěšec · h2 bílý pěšec | 8 |
| 7 | a7 černý pěšec · b7 černý pěšec · f7 černý pěšec · g7 černý pěšec · h7 černý pěšec · d6 černý pěšec · e5 černý pěšec · e4 bílý pěšec · a2 bílý pěšec · b2 bílý pěšec · c2 bílý pěšec · f2 bílý pěšec · g2 bílý pěšec · h2 bílý pěšec | a7 černý pěšec · b7 černý pěšec · f7 černý pěšec · g7 černý pěšec · h7 černý pěšec · d6 černý pěšec · e5 černý pěšec · e4 bílý pěšec · a2 bílý pěšec · b2 bílý pěšec · c2 bílý pěšec · f2 bílý pěšec · g2 bílý pěšec · h2 bílý pěšec | a7 černý pěšec · b7 černý pěšec · f7 černý pěšec · g7 černý pěšec · h7 černý pěšec · d6 černý pěšec · e5 černý pěšec · e4 bílý pěšec · a2 bílý pěšec · b2 bílý pěšec · c2 bílý pěšec · f2 bílý pěšec · g2 bílý pěšec · h2 bílý pěšec | a7 černý pěšec · b7 černý pěšec · f7 černý pěšec · g7 černý pěšec · h7 černý pěšec · d6 černý pěšec · e5 černý pěšec · e4 bílý pěšec · a2 bílý pěšec · b2 bílý pěšec · c2 bílý pěšec · f2 bílý pěšec · g2 bílý pěšec · h2 bílý pěšec | a7 černý pěšec · b7 černý pěšec · f7 černý pěšec · g7 černý pěšec · h7 černý pěšec · d6 černý pěšec · e5 černý pěšec · e4 bílý pěšec · a2 bílý pěšec · b2 bílý pěšec · c2 bílý pěšec · f2 bílý pěšec · g2 bílý pěšec · h2 bílý pěšec | a7 černý pěšec · b7 černý pěšec · f7 černý pěšec · g7 černý pěšec · h7 černý pěšec · d6 černý pěšec · e5 černý pěšec · e4 bílý pěšec · a2 bílý pěšec · b2 bílý pěšec · c2 bílý pěšec · f2 bílý pěšec · g2 bílý pěšec · h2 bílý pěšec | a7 černý pěšec · b7 černý pěšec · f7 černý pěšec · g7 černý pěšec · h7 černý pěšec · d6 černý pěšec · e5 černý pěšec · e4 bílý pěšec · a2 bílý pěšec · b2 bílý pěšec · c2 bílý pěšec · f2 bílý pěšec · g2 bílý pěšec · h2 bílý pěšec | a7 černý pěšec · b7 černý pěšec · f7 černý pěšec · g7 černý pěšec · h7 černý pěšec · d6 černý pěšec · e5 černý pěšec · e4 bílý pěšec · a2 bílý pěšec · b2 bílý pěšec · c2 bílý pěšec · f2 bílý pěšec · g2 bílý pěšec · h2 bílý pěšec | 7 |
| 6 | a7 černý pěšec · b7 černý pěšec · f7 černý pěšec · g7 černý pěšec · h7 černý pěšec · d6 černý pěšec · e5 černý pěšec · e4 bílý pěšec · a2 bílý pěšec · b2 bílý pěšec · c2 bílý pěšec · f2 bílý pěšec · g2 bílý pěšec · h2 bílý pěšec | a7 černý pěšec · b7 černý pěšec · f7 černý pěšec · g7 černý pěšec · h7 černý pěšec · d6 černý pěšec · e5 černý pěšec · e4 bílý pěšec · a2 bílý pěšec · b2 bílý pěšec · c2 bílý pěšec · f2 bílý pěšec · g2 bílý pěšec · h2 bílý pěšec | a7 černý pěšec · b7 černý pěšec · f7 černý pěšec · g7 černý pěšec · h7 černý pěšec · d6 černý pěšec · e5 černý pěšec · e4 bílý pěšec · a2 bílý pěšec · b2 bílý pěšec · c2 bílý pěšec · f2 bílý pěšec · g2 bílý pěšec · h2 bílý pěšec | a7 černý pěšec · b7 černý pěšec · f7 černý pěšec · g7 černý pěšec · h7 černý pěšec · d6 černý pěšec · e5 černý pěšec · e4 bílý pěšec · a2 bílý pěšec · b2 bílý pěšec · c2 bílý pěšec · f2 bílý pěšec · g2 bílý pěšec · h2 bílý pěšec | a7 černý pěšec · b7 černý pěšec · f7 černý pěšec · g7 černý pěšec · h7 černý pěšec · d6 černý pěšec · e5 černý pěšec · e4 bílý pěšec · a2 bílý pěšec · b2 bílý pěšec · c2 bílý pěšec · f2 bílý pěšec · g2 bílý pěšec · h2 bílý pěšec | a7 černý pěšec · b7 černý pěšec · f7 černý pěšec · g7 černý pěšec · h7 černý pěšec · d6 černý pěšec · e5 černý pěšec · e4 bílý pěšec · a2 bílý pěšec · b2 bílý pěšec · c2 bílý pěšec · f2 bílý pěšec · g2 bílý pěšec · h2 bílý pěšec | a7 černý pěšec · b7 černý pěšec · f7 černý pěšec · g7 černý pěšec · h7 černý pěšec · d6 černý pěšec · e5 černý pěšec · e4 bílý pěšec · a2 bílý pěšec · b2 bílý pěšec · c2 bílý pěšec · f2 bílý pěšec · g2 bílý pěšec · h2 bílý pěšec | a7 černý pěšec · b7 černý pěšec · f7 černý pěšec · g7 černý pěšec · h7 černý pěšec · d6 černý pěšec · e5 černý pěšec · e4 bílý pěšec · a2 bílý pěšec · b2 bílý pěšec · c2 bílý pěšec · f2 bílý pěšec · g2 bílý pěšec · h2 bílý pěšec | 6 |
| 5 | a7 černý pěšec · b7 černý pěšec · f7 černý pěšec · g7 černý pěšec · h7 černý pěšec · d6 černý pěšec · e5 černý pěšec · e4 bílý pěšec · a2 bílý pěšec · b2 bílý pěšec · c2 bílý pěšec · f2 bílý pěšec · g2 bílý pěšec · h2 bílý pěšec | a7 černý pěšec · b7 černý pěšec · f7 černý pěšec · g7 černý pěšec · h7 černý pěšec · d6 černý pěšec · e5 černý pěšec · e4 bílý pěšec · a2 bílý pěšec · b2 bílý pěšec · c2 bílý pěšec · f2 bílý pěšec · g2 bílý pěšec · h2 bílý pěšec | a7 černý pěšec · b7 černý pěšec · f7 černý pěšec · g7 černý pěšec · h7 černý pěšec · d6 černý pěšec · e5 černý pěšec · e4 bílý pěšec · a2 bílý pěšec · b2 bílý pěšec · c2 bílý pěšec · f2 bílý pěšec · g2 bílý pěšec · h2 bílý pěšec | a7 černý pěšec · b7 černý pěšec · f7 černý pěšec · g7 černý pěšec · h7 černý pěšec · d6 černý pěšec · e5 černý pěšec · e4 bílý pěšec · a2 bílý pěšec · b2 bílý pěšec · c2 bílý pěšec · f2 bílý pěšec · g2 bílý pěšec · h2 bílý pěšec | a7 černý pěšec · b7 černý pěšec · f7 černý pěšec · g7 černý pěšec · h7 černý pěšec · d6 černý pěšec · e5 černý pěšec · e4 bílý pěšec · a2 bílý pěšec · b2 bílý pěšec · c2 bílý pěšec · f2 bílý pěšec · g2 bílý pěšec · h2 bílý pěšec | a7 černý pěšec · b7 černý pěšec · f7 černý pěšec · g7 černý pěšec · h7 černý pěšec · d6 černý pěšec · e5 černý pěšec · e4 bílý pěšec · a2 bílý pěšec · b2 bílý pěšec · c2 bílý pěšec · f2 bílý pěšec · g2 bílý pěšec · h2 bílý pěšec | a7 černý pěšec · b7 černý pěšec · f7 černý pěšec · g7 černý pěšec · h7 černý pěšec · d6 černý pěšec · e5 černý pěšec · e4 bílý pěšec · a2 bílý pěšec · b2 bílý pěšec · c2 bílý pěšec · f2 bílý pěšec · g2 bílý pěšec · h2 bílý pěšec | a7 černý pěšec · b7 černý pěšec · f7 černý pěšec · g7 černý pěšec · h7 černý pěšec · d6 černý pěšec · e5 černý pěšec · e4 bílý pěšec · a2 bílý pěšec · b2 bílý pěšec · c2 bílý pěšec · f2 bílý pěšec · g2 bílý pěšec · h2 bílý pěšec | 5 |
| 4 | a7 černý pěšec · b7 černý pěšec · f7 černý pěšec · g7 černý pěšec · h7 černý pěšec · d6 černý pěšec · e5 černý pěšec · e4 bílý pěšec · a2 bílý pěšec · b2 bílý pěšec · c2 bílý pěšec · f2 bílý pěšec · g2 bílý pěšec · h2 bílý pěšec | a7 černý pěšec · b7 černý pěšec · f7 černý pěšec · g7 černý pěšec · h7 černý pěšec · d6 černý pěšec · e5 černý pěšec · e4 bílý pěšec · a2 bílý pěšec · b2 bílý pěšec · c2 bílý pěšec · f2 bílý pěšec · g2 bílý pěšec · h2 bílý pěšec | a7 černý pěšec · b7 černý pěšec · f7 černý pěšec · g7 černý pěšec · h7 černý pěšec · d6 černý pěšec · e5 černý pěšec · e4 bílý pěšec · a2 bílý pěšec · b2 bílý pěšec · c2 bílý pěšec · f2 bílý pěšec · g2 bílý pěšec · h2 bílý pěšec | a7 černý pěšec · b7 černý pěšec · f7 černý pěšec · g7 černý pěšec · h7 černý pěšec · d6 černý pěšec · e5 černý pěšec · e4 bílý pěšec · a2 bílý pěšec · b2 bílý pěšec · c2 bílý pěšec · f2 bílý pěšec · g2 bílý pěšec · h2 bílý pěšec | a7 černý pěšec · b7 černý pěšec · f7 černý pěšec · g7 černý pěšec · h7 černý pěšec · d6 černý pěšec · e5 černý pěšec · e4 bílý pěšec · a2 bílý pěšec · b2 bílý pěšec · c2 bílý pěšec · f2 bílý pěšec · g2 bílý pěšec · h2 bílý pěšec | a7 černý pěšec · b7 černý pěšec · f7 černý pěšec · g7 černý pěšec · h7 černý pěšec · d6 černý pěšec · e5 černý pěšec · e4 bílý pěšec · a2 bílý pěšec · b2 bílý pěšec · c2 bílý pěšec · f2 bílý pěšec · g2 bílý pěšec · h2 bílý pěšec | a7 černý pěšec · b7 černý pěšec · f7 černý pěšec · g7 černý pěšec · h7 černý pěšec · d6 černý pěšec · e5 černý pěšec · e4 bílý pěšec · a2 bílý pěšec · b2 bílý pěšec · c2 bílý pěšec · f2 bílý pěšec · g2 bílý pěšec · h2 bílý pěšec | a7 černý pěšec · b7 černý pěšec · f7 černý pěšec · g7 černý pěšec · h7 černý pěšec · d6 černý pěšec · e5 černý pěšec · e4 bílý pěšec · a2 bílý pěšec · b2 bílý pěšec · c2 bílý pěšec · f2 bílý pěšec · g2 bílý pěšec · h2 bílý pěšec | 4 |
| 3 | a7 černý pěšec · b7 černý pěšec · f7 černý pěšec · g7 černý pěšec · h7 černý pěšec · d6 černý pěšec · e5 černý pěšec · e4 bílý pěšec · a2 bílý pěšec · b2 bílý pěšec · c2 bílý pěšec · f2 bílý pěšec · g2 bílý pěšec · h2 bílý pěšec | a7 černý pěšec · b7 černý pěšec · f7 černý pěšec · g7 černý pěšec · h7 černý pěšec · d6 černý pěšec · e5 černý pěšec · e4 bílý pěšec · a2 bílý pěšec · b2 bílý pěšec · c2 bílý pěšec · f2 bílý pěšec · g2 bílý pěšec · h2 bílý pěšec | a7 černý pěšec · b7 černý pěšec · f7 černý pěšec · g7 černý pěšec · h7 černý pěšec · d6 černý pěšec · e5 černý pěšec · e4 bílý pěšec · a2 bílý pěšec · b2 bílý pěšec · c2 bílý pěšec · f2 bílý pěšec · g2 bílý pěšec · h2 bílý pěšec | a7 černý pěšec · b7 černý pěšec · f7 černý pěšec · g7 černý pěšec · h7 černý pěšec · d6 černý pěšec · e5 černý pěšec · e4 bílý pěšec · a2 bílý pěšec · b2 bílý pěšec · c2 bílý pěšec · f2 bílý pěšec · g2 bílý pěšec · h2 bílý pěšec | a7 černý pěšec · b7 černý pěšec · f7 černý pěšec · g7 černý pěšec · h7 černý pěšec · d6 černý pěšec · e5 černý pěšec · e4 bílý pěšec · a2 bílý pěšec · b2 bílý pěšec · c2 bílý pěšec · f2 bílý pěšec · g2 bílý pěšec · h2 bílý pěšec | a7 černý pěšec · b7 černý pěšec · f7 černý pěšec · g7 černý pěšec · h7 černý pěšec · d6 černý pěšec · e5 černý pěšec · e4 bílý pěšec · a2 bílý pěšec · b2 bílý pěšec · c2 bílý pěšec · f2 bílý pěšec · g2 bílý pěšec · h2 bílý pěšec | a7 černý pěšec · b7 černý pěšec · f7 černý pěšec · g7 černý pěšec · h7 černý pěšec · d6 černý pěšec · e5 černý pěšec · e4 bílý pěšec · a2 bílý pěšec · b2 bílý pěšec · c2 bílý pěšec · f2 bílý pěšec · g2 bílý pěšec · h2 bílý pěšec | a7 černý pěšec · b7 černý pěšec · f7 černý pěšec · g7 černý pěšec · h7 černý pěšec · d6 černý pěšec · e5 černý pěšec · e4 bílý pěšec · a2 bílý pěšec · b2 bílý pěšec · c2 bílý pěšec · f2 bílý pěšec · g2 bílý pěšec · h2 bílý pěšec | 3 |
| 2 | a7 černý pěšec · b7 černý pěšec · f7 černý pěšec · g7 černý pěšec · h7 černý pěšec · d6 černý pěšec · e5 černý pěšec · e4 bílý pěšec · a2 bílý pěšec · b2 bílý pěšec · c2 bílý pěšec · f2 bílý pěšec · g2 bílý pěšec · h2 bílý pěšec | a7 černý pěšec · b7 černý pěšec · f7 černý pěšec · g7 černý pěšec · h7 černý pěšec · d6 černý pěšec · e5 černý pěšec · e4 bílý pěšec · a2 bílý pěšec · b2 bílý pěšec · c2 bílý pěšec · f2 bílý pěšec · g2 bílý pěšec · h2 bílý pěšec | a7 černý pěšec · b7 černý pěšec · f7 černý pěšec · g7 černý pěšec · h7 černý pěšec · d6 černý pěšec · e5 černý pěšec · e4 bílý pěšec · a2 bílý pěšec · b2 bílý pěšec · c2 bílý pěšec · f2 bílý pěšec · g2 bílý pěšec · h2 bílý pěšec | a7 černý pěšec · b7 černý pěšec · f7 černý pěšec · g7 černý pěšec · h7 černý pěšec · d6 černý pěšec · e5 černý pěšec · e4 bílý pěšec · a2 bílý pěšec · b2 bílý pěšec · c2 bílý pěšec · f2 bílý pěšec · g2 bílý pěšec · h2 bílý pěšec | a7 černý pěšec · b7 černý pěšec · f7 černý pěšec · g7 černý pěšec · h7 černý pěšec · d6 černý pěšec · e5 černý pěšec · e4 bílý pěšec · a2 bílý pěšec · b2 bílý pěšec · c2 bílý pěšec · f2 bílý pěšec · g2 bílý pěšec · h2 bílý pěšec | a7 černý pěšec · b7 černý pěšec · f7 černý pěšec · g7 černý pěšec · h7 černý pěšec · d6 černý pěšec · e5 černý pěšec · e4 bílý pěšec · a2 bílý pěšec · b2 bílý pěšec · c2 bílý pěšec · f2 bílý pěšec · g2 bílý pěšec · h2 bílý pěšec | a7 černý pěšec · b7 černý pěšec · f7 černý pěšec · g7 černý pěšec · h7 černý pěšec · d6 černý pěšec · e5 černý pěšec · e4 bílý pěšec · a2 bílý pěšec · b2 bílý pěšec · c2 bílý pěšec · f2 bílý pěšec · g2 bílý pěšec · h2 bílý pěšec | a7 černý pěšec · b7 černý pěšec · f7 černý pěšec · g7 černý pěšec · h7 černý pěšec · d6 černý pěšec · e5 černý pěšec · e4 bílý pěšec · a2 bílý pěšec · b2 bílý pěšec · c2 bílý pěšec · f2 bílý pěšec · g2 bílý pěšec · h2 bílý pěšec | 2 |
| 1 | a7 černý pěšec · b7 černý pěšec · f7 černý pěšec · g7 černý pěšec · h7 černý pěšec · d6 černý pěšec · e5 černý pěšec · e4 bílý pěšec · a2 bílý pěšec · b2 bílý pěšec · c2 bílý pěšec · f2 bílý pěšec · g2 bílý pěšec · h2 bílý pěšec | a7 černý pěšec · b7 černý pěšec · f7 černý pěšec · g7 černý pěšec · h7 černý pěšec · d6 černý pěšec · e5 černý pěšec · e4 bílý pěšec · a2 bílý pěšec · b2 bílý pěšec · c2 bílý pěšec · f2 bílý pěšec · g2 bílý pěšec · h2 bílý pěšec | a7 černý pěšec · b7 černý pěšec · f7 černý pěšec · g7 černý pěšec · h7 černý pěšec · d6 černý pěšec · e5 černý pěšec · e4 bílý pěšec · a2 bílý pěšec · b2 bílý pěšec · c2 bílý pěšec · f2 bílý pěšec · g2 bílý pěšec · h2 bílý pěšec | a7 černý pěšec · b7 černý pěšec · f7 černý pěšec · g7 černý pěšec · h7 černý pěšec · d6 černý pěšec · e5 černý pěšec · e4 bílý pěšec · a2 bílý pěšec · b2 bílý pěšec · c2 bílý pěšec · f2 bílý pěšec · g2 bílý pěšec · h2 bílý pěšec | a7 černý pěšec · b7 černý pěšec · f7 černý pěšec · g7 černý pěšec · h7 černý pěšec · d6 černý pěšec · e5 černý pěšec · e4 bílý pěšec · a2 bílý pěšec · b2 bílý pěšec · c2 bílý pěšec · f2 bílý pěšec · g2 bílý pěšec · h2 bílý pěšec | a7 černý pěšec · b7 černý pěšec · f7 černý pěšec · g7 černý pěšec · h7 černý pěšec · d6 černý pěšec · e5 černý pěšec · e4 bílý pěšec · a2 bílý pěšec · b2 bílý pěšec · c2 bílý pěšec · f2 bílý pěšec · g2 bílý pěšec · h2 bílý pěšec | a7 černý pěšec · b7 černý pěšec · f7 černý pěšec · g7 černý pěšec · h7 černý pěšec · d6 černý pěšec · e5 černý pěšec · e4 bílý pěšec · a2 bílý pěšec · b2 bílý pěšec · c2 bílý pěšec · f2 bílý pěšec · g2 bílý pěšec · h2 bílý pěšec | a7 černý pěšec · b7 černý pěšec · f7 černý pěšec · g7 černý pěšec · h7 černý pěšec · d6 černý pěšec · e5 černý pěšec · e4 bílý pěšec · a2 bílý pěšec · b2 bílý pěšec · c2 bílý pěšec · f2 bílý pěšec · g2 bílý pěšec · h2 bílý pěšec | 1 |
|   | a | b | c | d | e | f | g | h |   |

 V sicilské obraně je po něm pojmenována určitá pěšcová struktura zvaná „Boleslavského díra“. Zde se černý rozhodne hrát ... e5, čímž opouští pěšáka na d6 a také vytváří „díru“ na d5, která by se mohla potenciálně stát základnou pro bílého koně (v určité fázi hry), a je proto vnímána jako potenciální slabost černého.